# Tynelia globosa
Tynelia globosa är en insektsart som beskrevs av George Darby Haviland. Tynelia globosa ingår i släktet Tynelia och familjen hornstritar. Inga underarter finns listade i Catalogue of Life.